# انقلاب 1961 في سوريا
انقلاب 1961 في سوريا (انقلاب الانفصال)، هو انتفاضة لمجموعة من ضبَّاط الجيش السوري جرت في 28 سبتمبر 1961، وهو سادس انقلاب عسكري في تاريخ سوريا الحديث، أدَّى إلى تفكك الجمهورية العربية المتحدة، وإعادة تأسيس الجمهورية السورية المستقلَّة.
كانت السُّلطة بأكملها في يد الجيش حينئذ، إلا أنه اختار عدم تسيير أمور البلاد مباشرة، وبدلًا من ذلك أوكلَ للسياسيين من الأحزاب التقليدية في عهد الجمهورية السورية مهمَّة تشكيل الحكومة الانفصالية. كانت الدولة التي استُعيدَت تُعَدُّ استمرارًا للجمهورية السورية، ولكن بسبب تأثير الناصريين والقوميين العرب جرى اعتمادُ اسم جديد وأصبحت الجمهورية العربية السورية. كان النظام المُستعاد هشًّا وفوضويًّا، وأثَّرت صراعات الجيش الداخلية في سياسة الحكومة. وكان السياسيون المحافظون التقليديون على اتصال زائد بالجيش، الذي تمكَّن في نهاية المطاف من إبعاد النظام القديم بانقلاب 8 مارس (آذار) 1963 بقيادة حزب البعث.

## الاستياء من الوحدة
بعد القرار المتسرع والمتحمس أكثر من اللازم للاتحاد مع مصر، أدرك السوريون أنهم انضموا إلى نظام ديكتاتوري عسكري مستبد ومركزي للغاية، والذي دمر بشكل متزايد السياسة السورية التقليدية والاقتصاد. وفي الواقع، لم تكن سوريا موجودة خلال تلك الفترة، وإنما كانت الإقليم الشمالي للجمهورية العربية المتحدة.
تم حل الأحزاب السياسية. وكان الشيوعيون أول من تم التخلص منهم. وعلى الرغم من كون حزب البعث هو بطل الوحدة ومن الطبيعي أنه أكثر الأحزاب السياسية الحليفة للرئيس جمال عبد الناصر، فقد تم إزالته من المناصب ذات النفوذ خلال الفترة 1959–1960. شعر الضباط السوريون بأن مواقعهم الآمنة في السابق أصبحت مهددة. وتم إرسال المئات من الضباط السوريين للخدمة في أماكن بعيدة بمصر أو أحيلوا إلى التقاعد. وحل محلهم إداريين وضباط مصريين. كانت سوريا تحكم من قبل الشرطة السرية التابعة لعبد الحميد السراج.

## الاقتصاد
خلال الأشهر الأولى لعام 1961 ازدادت سيطرة الدولة على الاقتصاد السوري بشكل كبير. استقال حاكم مصرف سورية المركزي في نهاية يناير، محذراً من مخاطر التأميم والعملة الموحدة المخطط لها (كانت كل من سوريا ومصر لا تزال لديها عملتها الخاصة)

## الانقلاب
في الساعة 4 صباحا من يوم 28 سبتمبر، دخل إلى دمشق رتل مدرع تحت إمرة العقيد عبد الكريم النحلاوي، ووحدات حرس الصحراء بقيادة العقيد حيدر الكزبري، والتقى بقوات حامية دمشق وسلاحها الجوي. وتم الاستيلاء على مقر الجيش، وعلى الإذاعة، وعلى المطار، وأقيمت نقاط تفتيش، وقامت الدبابات بدوريات في الشوارع. وألقي القبض على كبار الضباط التابعين للجيش السوري والمشير عبد الحكيم عامر. وو ُضع السراج رهن الإقامة الجبرية. وقبل إلقاء القبض عليه في الساعة 4 صباحا مباشرة ، كان لدى عامر وقت لكي يأمر اللواء المصري أنور القاضي بنقل لواء مدفعية ميداني من قاعدته على بعد 40 كلم من دمشق إلى المدينة وقمع الانتفاضة. في حين أن الضباط المصريين، غير مدركين للشكاوى السورية، أطاعوا الأمر بضمير، في طريقهم إلى دمشق، استقبلهم قائدهم السوري الذي أمرهم بالعودة إلى القاعدة واعتقال جميع الضباط المصريين.
في الساعة 7:25 صباحا أصدرت إذاعة دمشق البيان رقم 1 من القيادة الثورية العربية العليا للقوات المسلحة الذي أعلنوا فيه أن الجيش قد اتخذ إجراءات للقضاء على الفساد والاستبداد واستعادة الحقوق المشروعة للشعب. ووصفت الرسالة رقم 2 بأنها أكثر اتساما بالطابع السياسي وتدرج فيها شكاوى ضد “الزمرة القمعية والفاسدة” التي أدت إلى تشويه سمعة الاتحاد بين الشعوب العربية. وقد انتُقدت أيضاً القوانين الاشتراكية التي تم الأخذ بها في يوليو والخطط الرامية إلى تطهير الضباط السوريين. أعلن البيان رقم 3 أن القيادة الثورية العربية العليا للقوات المسلحة تسيطر سيطرة كاملة وطلب معاملة جميع المصريين بعناية. أعلن البيان رقم 4 إغلاق جميع المطارات والموانئ.
على الرغم من أن القيادة الثورية العربية العليا للقوات المسلحة لم تعلن بعد تفكك الجمهورية العربية المتحدة أو انفصالها، إلا أن معظم السوريين تعبوا من الديكتاتورية المصرية، وعلى الرغم من الإعلانات التي لا نهاية لها نحو هدف الوحدة العربية، فقد كانوا سعداء لاستعادة حرياتهم التقليدية.
في الساعة 9:07، اتخذ عبد الناصر خطوة غير عادية بالرد على التمرد من خلال بث إذاعي مباشر. و أعلن أنه لن يحل الجمهورية العربية المتحدة (التي كان من المقرر أن يقوم بها أنور السادات في عام 1971)، وأن التمرد في دمشق صغير الحجم وأنه أصدر أوامر إلى الجيش السوري لقمعه.
في هذه الأثناء، قضى عامر وغيره من قادة الجيش السوريين والوزراء المعتقلين يومهم في التفاوض مع المتمردين. وكان عامر على يقين من أنه يمكن إنقاذ جمهورية العربية المتحدة من خلال تلبية مطالب المتمردين بتحقيق قدر أكبر من الحكم الذاتي المحلي، وتخفيف قوانين يوليو ومن خلال الإصلاح الزراعي. ليس من الواضح بعد ما إذا كان عامر مخلصاً خلال هذه المفاوضات أم أنه كان ببساطة يلعب من أجل الوقت وينتظر القوات المصرية. وسُمح لعامر بالاتصال بناصر من خلال إذاعة الموجات القصيرة للحصول على موافقته على هذا الاتفاق. وفي هذه المذكرة التوفيقية، أذيع أمر القيادة الثورية العربية العليا للقوات المسلحة رقم 9 في الساعة 1:26 مساء، والذي أعلن فيه أن القيادة الثورية العربية العليا للقوات المسلحة أرادت الحفاظ على الوحدة العربية، وأن عامر “اتخذ القرارات اللازمة لصون وحدة القوات المسلحة للجمهورية العربية المتحدة. وأعيدت المسائل المتعلقة بالجيش إلى مجراها الطبيعي". وقد وصفت إذاعة دمشق نفسها مرة أخرى بأنها “محطة إذاعة جمهورية العربية المتحدة في دمشق”.
في حين بدا لبضع ساعات أن الجمهورية العربية المتحدة أنقذت، كان الجانبان أبعد ما يكون عن الاتفاق. في وقت مبكر من بعد الظهر، تلقى المتمردون الدعم من جميع وحدات الجيش السوري تقريباً وكانوا متأكدين من النصر. اتبع ناصر منطق كل مستبد ورفض التفاوض مع المتمردين أو تغيير سياسته في سوريا. في الساعة 17:20، تم وضع عامر ومجموعة من الضباط والموالين المصريين على متن طائرة إلى القاهرة، والتي أعلن عنها في الإصدار 12 في الساعة 5:45 مساء.
في الساعة 6:55 ظهر عبد الناصر مرة أخرى على الراديو. ورفض التفاوض ودعا القوات المسلحة للقيام بواجبها عن طريق سحق المتمردين. في الواقع، حوالي الساعة التاسعة والنصف صباحاً، أمر ناصر بعض القوات المصرية بالذهاب إلى سوريا في محاولة لقمع التمرد. وبما أن مصر وسوريا لم تشتركا بالحدود البرية، فقد أمر المظليين الجويين وبعض القوات التي تنقل عن طريق البحر بالمغادرة إلى اللاذقية وحلب، حيث بقيت قواعد الجيش موالية لعبد الناصر. ومع ذلك، قبل وصول القوات المصرية بقليل إلى هذه القواعد، استولت عليها قوات المتمردين. أقل من 200 من المظليين المصريين الذين هبطوا في اللاذقية كانوا محاطين بقوات المتمردين ثم عادوا إلى مصر. ناصر ألغى العملية بأكملها. في 2 نوفمبر، تم إرسال 870 ضابطًا وجنديًا مصريًا، بينما عاد 960 سوريًا بسلام من مصر.
في وقت لاحق من مساء 28 سبتمبر، بدأت إعلانات الراديو المتمردة بمهاجمة ناصر شخصيا، واصفة إياه بأنه طاغية. وفرض حظر تجول في دمشق من السابعة مساءً حتى الخامسة والنصف صباحاً. إذا لم يكن من الواضح خلال النهار ما إذا كان المتمردون يريدون حرية أكبر لسوريا داخل الجمهورية العربية المتحدة أو استعادة الاستقلال الكامل، عندما أنهت إذاعة دمشق آخر إذاعاتها في ذلك اليوم بعد منتصف الليل بالنشيد الوطني السوري، كان من الواضح أنهم اختاروا الاستقلال.

## الحكومة الانفصالية (29 سبتمبر 1961 - 8 مارس 1963)
في الساعة السابعة والنصف من صباح يوم 29 سبتمبر، أعلن راديو دمشق أن القيادة الثورية العربية العليا للقوات المسلحة أوكلت إلى مأمون الكزبري (أحد أقارب أحد منظمي الانقلاب) تشكيل حكومة جديدة تتألف من السياسيين القدامى للحزب الوطني وحزب الشعب. كانت حكومة النخب السورية التقليدية، لكنها وعدت بالحفاظ على بعض سياسات عبد الناصر التقدمية والاشتراكية. في نفس اليوم، اعترف الأردن وتركيا بالنظام الجديد.
في ذلك اليوم، عُيِّن اللواء عبد الكريم زهر الدين، وهو لم يشارك في التخطيط للانقلاب، قائدًا عامًّا للجيش. كان شخصية توفيقية واستمرَّ في منصبه حتى انقلاب البعث في 8 مارس 1963. أبقت الجمهورية المستعادة علم الجمهورية السورية القديمة ونشيدها، ولكنَّها غيَّرت اسمها إلى الجمهورية العربية السورية لإظهار التزامها بالقضية القومية العربية.